# استپان هاکوبیان
استپان هاکوبیان (ارمنی: Ստեփան Հակոբյան؛ زادهٔ ۱۸۹۷ - درگذشته ۱۹۳۸) سیاستمدار اهل ارمنستان است که از تاریخ مه تا ۳۱ سپتامبر ۱۹۳۷ تاریخ سمت رئیس کمیساریای شورای خلق را برعهده داشت.